# Halvor Asphol
Halvor Asphol, född 15 juni 1961, är en norsk tidigare backhoppare. Han representerade Kleive Idrettslag.

## Karriär
Halvor Asphol debuterade internationellt i världscupdeltävlingen i hoppbacken Dauphine Saint-Nizier-du-Moucherotte i Frankrike 9 februari 1980. Han blev nummer 11 i sin första internationella tävling. Några veckor senare blev han nummer åtta i en världscupdeltävling på hemmaplan i skidflygningsbacken i Vikersund. Tävlingen vanns av landsmannen Per Bergerud. Asphol tävlade 4 säsonger i världscupen. Hans bästa placering i en deltävling i världscupen kom i avslutningstävlingen i tysk-österrikiska backhopparveckan i Paul-Ausserleitner-backen i Bischofshofen i Österrike 6 januari 1982 då han blev tvåa, 2,1 poäng bak hemmafavoriten och sammanlagtsegraren i backhopparveckan säsongen 1981/1982 Hubert Neuper. Samma säsong blev Halvor Asphol nummer 5 sammanlagt i backhopparveckan. Han gjorde även sin bästa säsong i världscupen 1981/1982 då han blev nummer 28 totalt.
Asphol deltog i skidflygnings-VM 1981 i Heini Klopfer-backen i Oberstdorf i dåvarande Västtyskland. Där blev han nummer 6. Jari Puikkonen från Finland vann med god marginal till Armin Kogler från Österrike och norrmannen Tom Levorstad. Asphol var 72,0 poäng från prispallen.
Halvor Asphol avslutade sin backhoppningskarriär 1984.